# Iñaki Rekarte
Iñaki Rekarte Ibarra (Irún, Guipúzcoa 1971) es un exterrorista español antiguo miembro de la organización terrorista ETA.

## Biografía
En 1991 participó junto a Juan Ramón Rojo González y José Ramón Goñi Ruiz, hijo del ex gobernador civil de Guipúzcoa José Ramón Goñi Tirapu en el asesinato del joven de 27 años Francisco Gil Mendoza en Irún,mientras su hermano Alfredo, que se encontraba con él en la plaza de Urdanibia de la localidad guipuzcoana, consiguió huir antes de que también lo asesinaran.
En 1992 era el jefe del comando Santander de ETA y el encargado de apretar el botón que hizo saltar por los aires el 19 de febrero del ese año una furgoneta que acabó con la vida de tres personas.